# Greys Court
Greys Court è una residenza di campagna, in stile Tudor, immersa in un giardino ed ubicata a sud di Chiltern Hills a Rotherfield Greys, vicino Henley-on-Thames nella contea inglese dell'Oxfordshire. Essa è di proprietà del National Trust ed è aperta al pubblico.

## Storia
Il nome deriva dal collegamento con la famiglia Grey, discendente dal cavaliere normanno Anchetil de Greye. La proprietà o maniero di Rotherfield Greys è specificatamente menzionata nel Domesday Book.
L'edificio, in stile Tudor, è dotato di un cortile e di un giardino. Il giardino, recintato, è pieno di roseti e piante ornamentali, con vialetti lastricati in pietra. Dentro il giardino vi è una torre medioevale fortificata del 1347, l'unica parte dell'antico castello, dalla quale si gode una vista dei dintorni. Nel giardino vi è anche una ruota, trainata da un asino, che raccoglie acqua da un vicino ruscello.
La casa ha una storia molto interessante, e l'interno, è ancora arredato con mobili del XVIII secolo. Greys Court, fu abitata, per un certo periodo da, Sir Francis Knollys, tesoriere di Elisabetta I, e carceriere di Maria Stuarda.